# マウロ・ドス・サントス
マウロ・ハビエル・ドス・サントス（Mauro Javier dos Santos、1989年7月7日 - ）は、アルゼンチン・コリエンテス州サント・トメ出身のサッカー選手。ポジションはセンターバック。

## 来歴
バンフィエルドのアカデミーに入り、2008年にトップチームでプロデビューを果たした。3シーズン以上を過ごした後にスペインに移り、レアル・ムルシアに加入。2014年7月にUDアルメリアに移籍して1シーズン過ごしたが、クラブはセグンダ・ディビシオンに降格したため、2015年7月にSDエイバルに移籍。2017年7月11日、CDレガネスに2年契約で加入。2018年12月26日、双方合意の元に契約解消して退団。
2019年1月8日、2年半契約でCDテネリフェに加入。
2020年1月22日、アルビレックス新潟に半年間の期限付き移籍加入が発表され、同年7月3日にシーズン終了までの期限付き期間延長が発表された。新型コロナウイルス感染症の流行に伴いJ2リーグの日程が過密になる中、チーム最多出場（全42試合中40試合）を果たすなどチームの中心となり活躍したが、同年末で新潟を退団した。

## Jリーグでの個人成績
| 国内大会個人成績 | 国内大会個人成績 | 国内大会個人成績 | 国内大会個人成績 | 国内大会個人成績 | 国内大会個人成績 | 国内大会個人成績 | 国内大会個人成績 | 国内大会個人成績 | 国内大会個人成績 | 国内大会個人成績 | 国内大会個人成績 |
| 年度             | クラブ           | 背番号           | リーグ           | リーグ戦         | リーグ戦         | リーグ杯         | リーグ杯         | オープン杯       | オープン杯       | 期間通算         | 期間通算         |
| 年度             | クラブ           | 背番号           | リーグ           | 出場             | 得点             | 出場             | 得点             | 出場             | 得点             | 出場             | 得点             |
| 日本             | 日本             | 日本             | 日本             | リーグ戦         | リーグ戦         | リーグ杯         | リーグ杯         | 天皇杯           | 天皇杯           | 期間通算         | 期間通算         |
| ---------------- | ---------------- | ---------------- | ---------------- | ---------------- | ---------------- | ---------------- | ---------------- | ---------------- | ---------------- | ---------------- | ---------------- |
| 2020             | 新潟             | 3                | J2               | 40               | 3                | -                | -                | -                | -                | 40               | 3                |
| 通算             | 日本             | 日本             | J2               | 40               | 3                | -                | -                | -                | -                | 40               | 3                |
| 総通算           | 総通算           | 総通算           | 総通算           | 40               | 3                | -                | -                | -                | -                | 40               | 3                |

出場歴
- Jリーグ初出場 - 2020年2月23日 J2第1節 ザスパクサツ群馬戦（正田醤油スタジアム群馬）
- Jリーグ初得点 - 2020年8月12日 J2第11節 レノファ山口戦（デンカビッグスワンスタジアム）